# تجمعات سوريا السكانية
التجمّعات السكانيّة هي التقسيم الإداريّ الرابع المتّبع في سوريا، تقسّم التجمّعات السكانيّة في سوريا طبقاً لتعداد سكّانها إلى: مدن وبلدات وبلديّات وأحياء وقرى ومزارع:
- المدينة: هي كل مركز محافظة أو منطقة أو تجمّع سكّاني يزيد تعداد سكّانه على 50,000 نسمة.
- البلدة: هي كل مركز ناحية أو تجمّع سكانيّ أو مجموعة تجمّعات سكانيّة يتراوح تعداد سكانها بين 10,001 و 50,000 نسمة.
- البلدية: هي كل تجمّع سكّاني أو مجموعة تجمّعات سكّانية يترواح تعداد سكّانها بين 5,001 نسمة و 10,000 نسمة.
- الحي: هو قطاع من المدينة أو البلدة أو البلديّة، لايقل تعداد سكّانه عن 10,000 نسمة في المدن وعن 5,000 نسمة في البلدات وعن 4,000 نسمة في البلديّات وعن 1,000 نسمة في التجمّعات السكانيّة التي ضمت إلى المدينة أو البلدة.
- القرية: هي التجمّع السكانيّ الذي يتراوح تعداد سكّانه ما بين 500 نسمة و 5,000 نسمة.
- المزرعة: هي التجمّع السكانيّ الذي يقل تعداد سكّانه عن 500 نسمة، ويمكن أن تلحق المزرعة بإحدى القرى القريبة منها.

تعد مدينة حلب أكبر تجمّع سكانيّ في سورية بتعداد قدره (7,832,100)، وتليها العاصمة دمشق أقدم مدن سوريا والعالم. بتعداد قدره (6,511,000) بحسب اخر احصائية عام 2014، بلغ تعداد التجمّعات السكانيّة في سوريا العام 2004 أكثر من 5,000 تجمّع سكنيّ ما بين مدينة وبلدة وبلديّة وحي وقرية ومزرعة.

## محافظة دمشق
- مدينة دمشق: كفرسوسة، جوبر، القابون، برزة، حاميش، مساكن برزة، بساتين أبو جرش، التجارة، العباسين، الزبلطاني، الدويلعة، الصناعة، بستان النور،اليرموك، فلسطين، الحجر الأسود، القصاع، مدينة دمشق القديمة، القصور، العدوي، الديوانية، الخطيب، العقيبة، بغداد، القصب، ركن الدين، المهاجرين، الصالحية، الطلياني، المزرعة، الفيحاء، الميسات، عرنوس، ساروجة، الروضة، أبو رمانة، المالكي، البرامكة، الحلبوني، المرجة، الشعلان، جسر الأبيض، أبو جرش، الشاغور، القنوات، المجتهد، الفحامة، الزاهرة، الميدان، حديقة تشرين، الربوة، وادي الرز، دمر البلد، قاسيون، مشروع دمر، القصر الجمهوري، القدم، نهر عيشة، مطار المزة، مزة، القزاز، باب مصلى.

## محافظة حلب
محافظة حلب أكبر محافظات سوريا من حيث عدد السكان بتعداد قدره (5,680,000) نسمة يشكلون ما نسبته 24% من إجمالي تعداد سكان سوريا، مدينة حلب أكبر تجمّع سكانيّ في المحافظة وسورية بتعداد قدره (2,132,100) نسمة، تليها مدن: منبج بتعداد قدره (99,497) نسمة والسفيرة بتعداد قدره (63,708) نسمة والباب بتعداد قدره (63,069) نسمة وعين العرب بتعداد قدره (44,821) نسمة،، بلغ تعداد التجمّعات السكانيّة في محافظة حلب العام 2004 أكثر من 1,400 تجمّع سكنيّ ما بين مدينة وبلدة وبلديّة وحي وقرية ومزرعة.

## محافظة ريف دمشق
محافظة ريف دمشق خامس محافظات سوريا كبراً من حيث عدد السكان بتعداد قدره (1,820,000) نسمة يشكلون ما نسبته 7.7% من إجمالي تعداد سكان سوريا، تعدة مدينة السيدة زينب أكبر تجمّع سكانيّ في المحافظة بتعداد قدره (136,427) نسمة، تليها مدن: جرمانا بتعداد قدره (114,363) نسمة ودوما مركز المحافظة بتعداد قدره (110,893) نسمة والحجر الأسود بتعداد قدره (84,948) نسمة وداريا بتعداد قدره (78,763) نسمة، بلغ تعداد التجمّعات السكانيّة في محافظة ريف دمشق العام 2004 أكثر من 245 تجمّع سكنيّ ما بين مدينة وبلدة وبلديّة وحي وقرية ومزرعة.

## محافظة حمص
محافظة حمص ثاني محافظات سوريا كبراً من حيث عدد السكان بتعداد قدره (2,087,000) نسمة يشكلون ما نسبته 8.8% من إجمالي تعداد سكان سوريا، تعد مدينة حمص أكبر تجمّع سكانيّ في المحافظة بتعداد قدره (652,609) نسمة، تليها مدن: تدمر بتعداد قدره (51,323) نسمة والرستن بتعداد قدره (39,834) نسمة وتلبيسة بتعداد قدره (30,796) نسمة والقصير بتعداد قدره (29,818) نسمة، بلغ تعداد التجمّعات السكانيّة في محافظة حمص العام 2004 أكثر من 500 تجمّع سكنيّ ما بين مدينة وبلدة وبلديّة وحي وقرية ومزرعة.

## محافظة حماة
محافظة حماة ثالث محافظات سوريا كبراً من حيث عدد السكان بتعداد قدره (2,052,000) نسمة يشكلون ما نسبته 8.7% من إجمالي تعداد سكان سوريا، وتعد مدينة حماة أكبر تجمّع سكانيّ في المحافظة بتعداد قدره (312,994) نسمة، تليها مدن: السلمية بتعداد قدره (66,724) نسمة وصوران بتعداد قدره (29,100) نسمة وطيبة الإمام بتعداد قدره (24,105) نسمة ومصياف بتعداد قدره (22,508) نسمة.  بلغ تعداد التجمّعات السكانيّة في محافظة حماة العام 2004 أكثر من 550 تجمّع سكنيّ ما بين مدينة وبلدة وبلديّة وحي وقرية ومزرعة.

## محافظة اللاذقية
محافظة اللاذقية تاسع محافظات سوريا من حيث عدد السكان بتعداد قدره (1,207,000) نسمة يشكلون ما نسبته 5.1% من إجمالي تعداد سكان سوريا ، تعد مدينة اللاذقية أكبر تجمّع سكانيّ في المحافظة بتعداد قدره (383,786) نسمة، تليها مدن: جبلة بتعداد قدره (53,989) نسمة والقرداحة بتعداد قدره (8,671) نسمة وبلدتي سقوبين بتعداد قدره (6,379) نسمة وبيت ياشوط بتعداد قدره (6,115) نسمة  بلغ تعداد التجمّعات السكانيّة في محافظة اللاذقية العام 2004 أكثر من 445 تجمّع سكنيّ ما بين مدينة وبلدة وبلديّة وحي وقرية ومزرعة 

## محافظة إدلب
محافظة إدلب رابع محافظات سوريا من حيث عدد السكان بتعداد قدره (1,997,000) نسمة يشكلون ما نسبته 8.4% من إجمالي تعداد سكان سوريا، تعد مدينة إدلب أكبر تجمّع سكانيّ في المحافظة بتعداد قدره (98,791) نسمة، تليها مدن: معرة النعمان بتعداد قدره (58,008) نسمة وجسر الشغور بتعداد قدره (39,917) نسمة وأريحا بتعداد قدره (39,501) نسمة وخان شيخون بتعداد قدره (34,371) نسمة، بلغ تعداد التجمّعات السكانيّة في محافظة إدلب العام 2004 أكثر من 470 تجمّع سكنيّ ما بين مدينة وبلدة وبلديّة وحي وقرية ومزرعة.

## محافظة الحسكة
محافظة الحسكة ثامن محافظات سوريا من حيث عدد السكان بتعداد قدره (1,540,000) نسمة يشكلون ما نسبته 6.5% من إجمالي تعداد سكان سوريا،  تعد مدينة الحسكة أكبر تجمّع سكانيّ في المحافظة بتعداد قدره (188,160) نسمة، تليها مدن: القامشلي بتعداد قدره (184,231) نسمة ورأس العين بتعداد قدره (29,347) نسمة وعامودا بتعداد قدره (26,821) نسمة والمالكية بتعداد قدره (26,311) نسمة، بلغ تعداد التجمّعات السكانيّة في محافظة الحسكة العام 2004 أكثر من 1,150 تجمّع سكنيّ ما بين مدينة وبلدة وبلديّة وحي وقرية ومزرعة.

## محافظة دير الزور
محافظة دير الزور سابع محافظات سوريا من حيث عدد السكان بتعداد قدره (1,623,000) نسمة يشكلون ما نسبته 6.8% من إجمالي تعداد سكان سوريا، تعد مدينة دير الزور أكبر تجمّع سكانيّ في المحافظة بتعداد قدره (211,857) نسمة، تليها مدن: الميادين بتعداد قدره (44,028) نسمة والبوكمال بتعداد قدره (42,510) نسمة وهجين بتعداد قدره (37,935) نسمة والقورية بتعداد قدره (28,172) نسمة. بلغ تعداد التجمّعات السكانيّة في محافظة دير الزور العام 2004 أكثر من 130 تجمّع سكنيّ ما بين مدينة وبلدة وبلديّة وحي وقرية ومزرعة.

## محافظة طرطوس
محافظة طرطوس المحافظة السورية الثانية عشرة من حيث عدد السكان بتعداد قدره (938,000) نسمة يشكلون ما نسبته 3.9% من إجمالي تعداد سكان سوريا، تعد مدينة طرطوس أكبر تجمّع سكانيّ في المحافظة بتعداد قدره (115,769) نسمة، تليها مدن: بانياس بتعداد قدره (41,632) نسمة وصافيتا بتعداد قدره (20,301) نسمة والدريكيش بتعداد قدره (13,244) نسمة والشيخ بدر بتعداد قدره (9,486) نسمة، بلغ تعداد التجمّعات السكانيّة في محافظة طرطوس العام 2004 أكثر من 460 تجمّع سكنيّ ما بين مدينة وبلدة وبلديّة وحي وقرية ومزرعة.

## محافظة الرقة
محافظة الرقة المحافظة السورية الحادية عشرة من حيث عدد السكان بتعداد قدره (966,000) نسمة يشكلون ما نسبته 4.1% من إجمالي تعداد سكان سوريا، تعد مدينة الرقة أكبر تجمّع سكانيّ في المحافظة بتعداد قدره (220,488) نسمة، تليها مدن: الطبقة بتعداد قدره (69,425) نسمة والمنصورة بتعداد قدره (16,158) نسمة وتل أبيض بتعداد قدره (14,825) نسمة والسبخة بتعداد قدره (11,567) نسمة. بلغ تعداد التجمّعات السكانيّة في محافظة الرقة العام 2004 أكثر من 420 تجمّع سكنيّ ما بين مدينة وبلدة وبلديّة وحي وقرية ومزرعة.

## محافظة درعا
محافظة درعا المحافظة السورية العاشرة من حيث عدد السكان بتعداد قدره (1,085,000) نسمة يشكلون ما نسبته 4.6% من إجمالي تعداد سكان سوريا، تعد مدينة درعا أكبر تجمّع سكانيّ في المحافظة بتعداد قدره (97,969) نسمة، تليها مدن: نوى بتعداد قدره (47,066) نسمة وطفس بتعداد قدره (32,236) نسمة وجاسم بتعداد قدره (31,683) نسمة وأنخل بتعداد قدره (31,258) نسمة. بلغ تعداد التجمّعات السكانيّة في محافظة درعا العام 2004 أكثر من 140 تجمّع سكنيّ ما بين مدينة وبلدة وبلديّة وحي وقرية ومزرعة.

## محافظة السويداء
محافظة السويداء المحافظة السورية الثالثة عشرة من حيث عدد السكان بتعداد قدره (476,000) نسمة يشكلون ما نسبته 2% من إجمالي تعداد سكان سوريا، تعد مدينة السويداء أكبر تجمّع سكانيّ في المحافظة بتعداد قدره (73,641) نسمة، تليها مدن: شهبا بتعداد قدره (13,660) نسمة وصلخد بتعداد قدره (9,155) نسمة وبلدتي قنوات بتعداد قدره (8,324) نسمة والكفر بتعداد قدره (7,458) نسمة. بلغ تعداد التجمّعات السكانيّة في محافظة السويداء العام 2004 أكثر من 130 تجمّع سكنيّ ما بين مدينة وبلدة وبلديّة وحي وقرية ومزرعة.

## محافظة القنيطرة
محافظة القنيطرة المحافظة السورية الرابعة عشرة من حيث عدد السكان، بلغ تعداد سكانها بما في ذلك تجمعات نازحي الجولان في الداخل السوري (475,000) نسمة يشكلون ما نسبته 2% من إجمالي تعداد سكان سوريا، بلغ تعداد التجمّعات السكانيّة في القسم المُحرر من محافظة القنيطرة والخاضع لسيطرة السلطات السورية العام 2004 أكثر من 40 تجمّع سكنيّ ما بين مدينة وبلدة وبلديّة وحي وقرية ومزرعة.

## وصلات خارجية
- وزارة الإدارة المحليّة السوريّة
- المركز الإحصائي السوري